# Palma Sola, Cosolapa
Palma Sola är en ort i Mexiko.   Den ligger i kommunen Cosolapa och delstaten Oaxaca, i den sydöstra delen av landet, 280 km öster om huvudstaden Mexico City. Palma Sola ligger 193 meter över havet och antalet invånare är 575.
Terrängen runt Palma Sola är platt åt nordost, men åt sydväst är den kuperad. Terrängen runt Palma Sola sluttar österut. Runt Palma Sola är det ganska tätbefolkat, med 75 invånare per kvadratkilometer. Närmaste större samhälle är Tezonapa, 6,4 km väster om Palma Sola. Omgivningarna runt Palma Sola är en mosaik av jordbruksmark och naturlig växtlighet.